# Shleep
Shleep – ósmy studyjny album Roberta Wyatta nagrany w 1996 i 1997 oraz wydany w 1997 r.

## Historia i charakter albumu
Chociaż właściwie wszystkie albumy Wyatta są melancholijne, Shleep – mimo tego, że należy także do tej grupy – to odwołuje się do poetyki snu, o czym informuje zarówno tytuł płyty ("shleep") jak i okładka autorstwa żony muzyka – Alfredy Benge.
Jest to także jeden z kilku całkowicie niepolitycznych albumów artysty.
W krótkim teście we wkładce do albumu Wyatt jako genezę płyty podaje wizytę w Madrycie.

## Muzycy
- Robert Wyatt – śpiew (1–10), instrumenty klawiszowe (1–3, 5–10), gitara basowa (1, 4, 6, 8–10), polskie wiejskie skrzypki (2), trąbka (3, 4), instrumenty perkusyjne (1, 2, 4–10), chórki (11)
- Alfreda Benge – głos (4), chórki (11)
- Gary Adzukx – bębny djembe (7)
- Philip Catherine – gitara (3)
- Brian Eno – syntezator (11, 2, 9), bas syntezatorowy (9), aranżacje, chórki (1)
- Jamie Johnson – gitara (1), chórki (11)
- Phil Manzanera – gitara (7, 10)
- Chucho Merchan – gitara basowa (7), kontrabas (3), instrumenty perkusyjne (3), bęben basowy (7)
- Evan Parker – saksofon tenorowy (5), saksofon sopranowy (2, 9)
- Chikako Sato – skrzypce (3)
- Paul Weller – gitara (5), chórki (5)
- Annie Whitehead – puzon (6, 8)
- Charles Rees – chórki (11)

## Lista utworów
| 1.  | Heaps of Sheeps (Wyatt/aranż. Eno)     | 4:56  |
|     |                                        |       |
| 2.  | The Duchess (Wyatt)                    | 4:18  |
|     |                                        |       |
| 3.  | Maryan (Wyatt/Catherine)               | 6:11  |
|     |                                        |       |
| 4.  | Was a Friend (Wyatt/Hopper)            | 6:09  |
|     |                                        |       |
| 5.  | Free Will and Testament (Wyatt/Kramer) | 4:13  |
|     |                                        |       |
| 6.  | September the Ninth (Benge/Wyatt)      | 6:41  |
|     |                                        |       |
| 7.  | Alien (Benge/Wyatt)                    | 6:47  |
|     |                                        |       |
| 8.  | Out of Season (Benge/Wyatt)            | 2:32  |
|     |                                        |       |
| 9.  | A Sunday in Madrit (Benge/Wyatt)       | 4:41  |
|     |                                        |       |
| 10. | 10 Blues in Bob minor (Wyatt)          | 5:46  |
|     |                                        |       |
| 11. | The Whole Point of No Return (Weller)  | 1:25  |
|     |                                        |       |
|     |                                        | 53:39 |
|     |                                        |       |

## Opis płyty
- Producent – Robert Wyatt, Brian Eno (1), Alfreda Benge (producent partii wokalnej w "Alien")
- Data nagrania – jesień i zima 1996 oraz zima i wiosna 1997
- Inżynier nagrywający – Jamie Johnson
- Studio – Studio Gallery Phila Manzanery w Chertsey (wszystkie utwory oprócz "Maryan")
- Studio – Chapel Studio, S. Thoresby - gitara nagrana w Moon Office w Belgii jako część projektu producenta Jo Bogaerta (tylko "Maryan")
- Miksowanie – Robert Wyatt z Jamiem Johnsonem i Charlesem Reesem (bez "Free Will and Testament" i "Blues in Bob miner")
- Miksowanie – Paul Weeler z Jamiem Johnsonem i Charlesem Reesem ("Free Will and Testament" i "Blues in Bob miner")
- Ilustracje – Alfreda Benge z wyjątkiem rysunków na stronach 6 i 14 wkładki wykonanych przez Roberta Wyatta
- Typografia i projekt – Phil Smee
- Długość – 53:43
- Firma nagraniowa – Thirsty Ear
- Data wydania – listopad 1997
- Numer katalogowy – 57040

Wznowienia
- Firma nagraniowa – Hannibal (filia Rycodisc)
- Data wydania – 2005
- Numer katalogowy – HNCD 1418
- Firma nagraniowa – Domino
- Data wydania – 2008
- Numer katalogowy – DNO 45
- Płyta dedykowana Dennisowi i Ronniemu